# Médaille Roger Revelle
La médaille Roger Revelle est décernée chaque année par l'American Geophysical Union pour récompenser « des réalisations ou des contributions exceptionnelles à la compréhension des processus atmosphériques de la Terre, y compris sa dynamique, sa chimie et son rayonnement ; et au rôle de l'atmosphère, du couplage atmosphère- océan, ou du couplage atmosphère-terre dans la détermination du climat, des cycles biogéochimiques, ou d'autres éléments clés du système climatique ». Le prix est créé en 1991 et porte le nom de Roger Randall Dougan Revelle.

## Anciens récipiendaires
Les anciens récipiendaires de la Médaille Roger Revelle sont:
- 1992 - Edward N. Lorenz
- 1993 - Syukuro Manabe
- 1994 - F. Sherwood Rowland
- 1995 - Wallace Broecker
- 1996 - Robert E. Dickinson
- 1997 - Hans A. Oeschger
- 1998 - Harold S. Johnston[3]
- 1999 - John Michael Wallace
- 2000 - James R. Holton[4]
- 2001 - James Hansen
- 2002 - Ralph J. Cicerone
- 2003 - Jean Jouzel
- 2004 - Inez Fung
- 2006 - John E. Kutzbach
- 2007 - Richard B. Alley
- 2008 - Michael L. Bender[5]
- 2009 - Jorge L. Sarmiento
- 2010 - Pietr P. Tans[6]
- 2011 - Owen Brian Toon
- 2012 - Steven C. Wofsy
- 2013 - Kuo-Nan Liou
- 2014 - Christopher Field
- 2015 - Anne M. Thompson
- 2016 - Ellen R.M. Druffel
- 2017 - Kevin Trenberth
- 2018 - Isaac Held[7]
- 2019 - Eugenia Kalnay
- 2020 - Claire Parkinson[8]
- 2021 - Clara Deser
- 2022 - Dennis L. Hartmann
- 2023 - Zhisheng An